# متحف آثار إربد

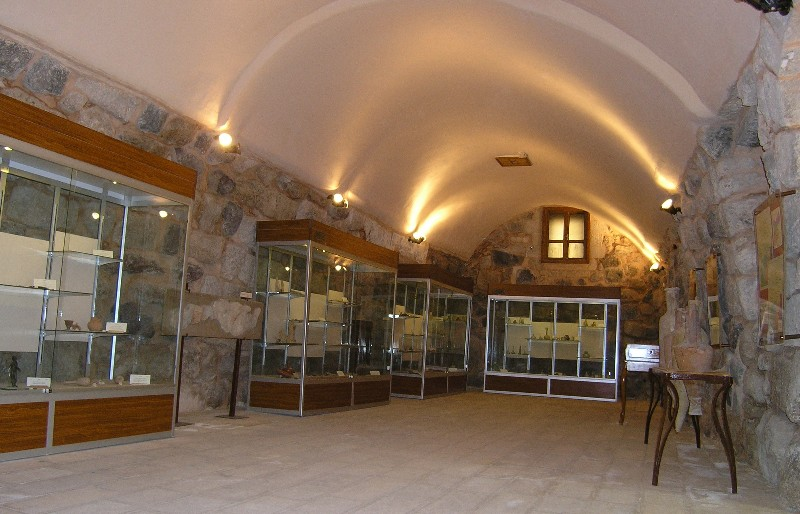
متحف الآثار في اربد

متحف آثار إربد أقامت دائرة الآثار هذا المتحف، ويحتوي على قطع أثرية عديدة اكتشفت في مناطق اربد، ويعتبر أقدم متحف في المحافظة. حيث فامت وزارة الثقافة بتأسيسه في النصف الثاني من القرن الماضي (الستينيات)

## تأسيس المتحف
أسس متحف آثار إربد في بداية الستينات مع افتتاح مكتب آثار إربد، وكان عبارة عن قاعة واحدة تقع على ظهر تل إربد الأثري، وكانت هذه القاعة تحوي بعض القطع التي عثر عليها أثناء التنقيبات الأثرية التي كانت تجري في المحافظة. مع مرور الزمن، وتعدد الحفريات الأثرية في المحافظة، وزيادة المكتشفات الأثرية، استؤجر عام 1984م مبنى في الحي الجنوبي من مدينة إربد، وخصص الطابق الأرضي منه ليكون متحفا واسعا تعرض فيه الكنوز الأثرية المكتشفة والبيزنطية والإسلامية.

## محتويات المتحف
ومن أهم ما تحتويه خزائن العرض في متحف آثار إربد: قطع أثرية فخارية وزجاجية تعود بتاريخها إلى مختلف العصور الأثرية بدءًا بالعصر الحجري القديم وحتى العصر الإسلامي. جمعت أعداد كبيرة من الآثار من نتائج التنقيبات الأثرية التي تشرف عليها دائرة الآثار أو بالتعاون مع البعثات الأثرية الدولية، ومعظم هذه الآثار يعود إلى فترات تاريخية متعددة. تبدأ بالألف الثالث قبل الميلاد، وتستمر عبر العصور الهيلينستيه والرومانية.

## وصلات خارجية
- دليل إربد
- أخبار إربد
- موقع بلدية إربد الكبرى - الصفحة الرئيسية
- إربد مدينة الثقافة الأردنية
- أبرز المواقع السياحية في محافظة إربد
- متاحف في مدينة إربد نسخة محفوظة 5 مارس 2016 على موقع واي باك مشين.